# American McGee's Alice
American McGee's Alice er et tredjepersons aktionspil udgivet til computer den 6. oktober 2000. Spillet blev udviklet af Rogue Entertainment og udgivet af Electronic Arts, og finder sted i universet fra Lewis Carrolls Alice i Eventyrland. Alice blev designet af American McGee og musikken komponeret af Chris Vrenna.
Spillet er baseret på id Tech 3 spilmotoren, der oprindelig blev brugt i Quake III Arena. En PlayStation 2 udgave af spillet var under udvikling, men blev droppet. Værd at bemærke er, at forsiden af spillets æske blev ændret efter spillets første udgivelse, til at vise Alice der holder hendes Icewand våben i stedet for en blodig kniv, og samtidig mindske Cheshire Cats skeletagtige udsende. EA begrundede ændringerne med, at de havde modtaget klager fra en række forbrugergrupper, mens McGee derimod mener at det skyldtes intern bekymring hos EA. En tredje udgave af æsken viser Alice der holder spillekort i stedet.
Spillets historie finder sted efter Alice i Eventyrland og Bag spejlet, og viser en ældre, mere kynisk og makaber udgave af Alice.

## Historie
Kort efter hendes andet eventyr, bryder Alices hus i brand da der sker et uheld, hvilket dræber hendes familie og efterlader hendes som den eneste overlevende. Efter ulykken ligger Alice i koma i næsten et år. Da hun endelig vågner, plages hun inderligt af skyldfølelse over at være den eneste overlevende, hvorfor hendes psykiske tilstand forværres drastisk. Hun bliver derfor overført til Rutledge Asylum, hvor hun bliver erklæret sindssyg og derfor bliver sat under behandling.
Efter ti år hidkalder den Hvide Kanin dog pludselig Alice, i håb om at hun vil prøve at redde Eventyrland, der siden hendes sidste besøg har ændret sig til et forfærdeligt sted, efter at være kommet under Hjerter Dames herredømme. Cheshire Cat hjælper Alice gennem hele spillet, hvor han ofte dukker op for at hjælpe til at guide hende med kryptiske kommentarer.

### Omgivelser
Spillets omgivelser viser en betydelig mere makaber udgave af Eventyrland end, hvad ses i Lewis Carrolls originale beretninger. Da Eventyrland er skabt af Alices sind, er denne verden blevet korrupt på grund af hendes sindssyge, hvilket er det gennemgående tema i spillet; hvis det lykkes Alice at redde Eventyrland vil hendes sind også blive kurreret.
Det nye Eventyrland består af ni provinser. Da Alice falder ned i kaninens hul, finder hun sig selv i Village of the Doomed, hjem for Torch Gnomerne. Denne landsby består af et netværk af tunneller og grotter, der bliver patruljeret af Hjerter Dames kortvagter. Bag landsbyen ligger Fortress of Doors, hvor hovedattraktionen er en skole bestående af sindssyge, men harmløse børn. Inde i skolen findes en gammel bog med opskrifter på magiske drikke, samt ingredienserne til at brygge disse.
Bag fortet og på den anden side af et øde, ubeboet område ligger Vale of Tears, hvor Alices venner Bill McGill og Mock Turtle bor, sammen med den kannibalistiske Hertuginde. En kæmpe flov løber gennem hele det mørke, tåge-indhyllet landskabet, og et undersøisk område kan findes gennem en brønd i Bill McGills hus. Brønden er dog låst indtil Hertuginden er besejret.
På den anden side af Vale of Tears ligger Wonderland Woods, et af de største områder i spillet. Skoven er i starten fyldt med små søer, klipper og hoppe-svampe, men dybere inde i skoven er en region bestående af sten og magma. Dette område giver adgang til en række andre områder, inklusiv Cave of the Oracle, Pale Realm, Jabberwock's Lair og Majestic Maze. Cave of the Oracle er hjemsted for en klog skabning, der senere bliver afsløret til at være Caterpillar.
Pale Realm giver en overgang til overfladen på et skakbræt, da man ved at gå længere ind i dette område kommer til White Castle of Looking Glass Land, der er hjemsted for skakbrikker på størrelse med mennesker; de hvide brikker slutter sig til Alice i kampen mod de røde brikker, en uregelmæssighed i forhold til hendes normalt ikke hjælpsomme "allierede" fra tidligere dele af spillet. Det sker to gange at Alice forvandles til en skakbrik for at overkomme visse forhindringer.
Efter dette kommer en fordrejet udgave af Rutledge Asylum, hvor Alice har været indlagt siden hendes forældres tragiske død. Det styres af Tweedle Dee og Tweedle Dum, og huser også Den Gale Hattemagers laboratorium.
Vejen til Jabberwock's Lair fører ind i Land of Fire and Brimstone, en vulkansk region i Eventyrland, og en påmindelse om branden der dræbte hendes familie. Det er her den frygtelige Jabberwock, en delvist maskinel undersot af Hjerter Dame og et væsen skabt af Alices skyldfølelse, bor i restende af Alices tidligere hjem.
Majestic Maze slutter ved vejen til Queen of Hearts Land, en region der er strengt bevogtet af kortvagter, boojumer og andre medlemmer af Hjerter Dames personlige hær.
Queensland er den sidste provins i Eventyrland. I den ligger Heart Palace, hvorfra Hjerter Dame regerer.
Fangarme og andre frastødende vedhæng ses udstående fra alle organiske væg i dette område, og mange områder ligner endda kropsdele, hvilket giver et indtryk af, at Alice er på en rejse gennem hendes egen krop.

### Figurer
Spillets figurer er generelt baseret på beboerne i Lewis Carrolls originale romaner, men udviser dog ikke samme identitet. Mange af dem er modsatte udgaver af deres konventionelle udgaver. Sygejournalen af Q. Wilson, et supplement inkluderet med spillet og skrevet ud fra Alices læges synsvinkel, giver en følelse af, at mange af de figurer Alice møder i Eventyrland, er symbolsk baseret på de virkelige mennesker der har succes med at komme igennem til den syge Alice. Andre figurer i spillet er metaforer af Alices ulykkelige følelser. Nogen (Cheshire Cat, den Hvide Kanin) hjælper hende; andre (Den Gale Hattemager, Hjerter Dame) prøver at skade hende, først ved at fjerne dem hun elsker og derefter ved også at skaffe hende selv af vejen.

## Udvikling
Electronic Arts tog licens på Ritual Entertainments Heavy Metal: F.A.K.K.² spilmotor, der på mange måder er en modificeret Quake III Arena-motor. De mest fremtrædende ændringer i motoren inkludere brugen af Tiki modelsystemet, der blandt andet tillader brugen af skelet-animation, Babble dialogsystemet der tillader synkronisering mellem figuranimation og lyd, et dynamisk musiksystem, et programmerbart kamera, et partikelsystem og udvidet understøttelse af skygger. De implementerede ændringer i motoren til Alice var dog minimale. Spillets .bsp-filer indeholder endda F.A.K.K.²s headere, men understøtter dog et andet versionsnummer.
En tidlig version af spillet indeholdt muligheden til at fremmane Cheshire Cat som hjælp i kampe. Selvom dette blev fjernet i det endelige produkt, eksistere der stadig billeder af det på Internettet. En udgave til PlayStation 2, der på det tidspunkt endnu ikke var blevet udgivet, var også under udvikling, men blev senere droppet, hvilket resulterede i lukningen af Rogue Entertainment.
Spillet blev udgivet den 6. oktober 2000, med rod for dets visuelle design; grafikken var høj for dets tid. Mange baner skildrer en verden af kaos, mens andre skildre en galeanstalt, hvilket skaber en visuel forbindelse mellem Eventyrland og Alices virkelighed. Det udvendige syn på Eventyrland viser Hjerter Dames fangarme komme ud af bygninger og bjergsider, især i Queensland.

## Lyd
Al musikken der blev skabt til det officielle American McGee's Alice soundtrack blev skrevet og komponeret af Chris Vrenna, med hjælp fra guitaristen Mark Blasquez og angeren Jessicka. De fleste af lydene han brugte blev lavet ud fra legetøjsinstrumenter, spilledåser, ure og optagede kvindelige stemmer der blev manipuleret til at lyder mareridtsagtige; så som sindssyg latter, skrig, gråd og sang på ubehagelige, barnagtige måder.
Musikken tilføjer en ubehagelig og skræmmende følelser til verden Alice befinder sig i. Temaet for Pale Realm, samt nummert "I'm Not Edible", indeholder bider af melodien fra omkvædet af en populær britisk børnesang, "My Grandfather's Clock". Desuden optræder lyden af tikken og ringen fra ure ofte som et supplement til musikken.
Marilyn Manson var originalt involveret i udviklingen af spillets musik. Mansons bidrag forblev i det endelige produkt, hvor indflydelsen af alkymi og Den Gale Hattemager der delvist var baseret på ham; for en tid overvejede man at hyre Manson til at lægge stemme til Hattemageren. Manson har indikeret, at den musik har originalt komponerede til Alice måske vil blive brugt i hans kommende film Phantasmagoria: The Visions of Lewis Carroll.
American McGee's Alice Original Music Score blev udgivet den 16. oktober 2001 af Six Degrees Records. Den indeholder alle tyve originale numre af den tidligere Nine Inch Nails trommeslager Chris Vrenna. Soundtracket består af et 2-disk set og inkluderer et tidligere ikke udgivet tema samt et remix af "Flying on the Wings of Steam".
| 1.  | "Falling Down the Rabbit Hole"         | 1:20 |
| 2.  | "Village of the Doomed"                | 3:35 |
| 3.  | "Fortress of Doors"                    | 3:51 |
| 4.  | "Fire and Brimstone"                   | 3:46 |
| 5.  | "Wonderland Woods"                     | 3:59 |
| 6.  | "The Funhouse"                         | 3:38 |
| 7.  | "Skool Daze"                           | 4:10 |
| 8.  | "Time to Die"                          | 3:55 |
| 9.  | "I'm Not Edible"                       | 3:09 |
| 10. | "Taking Tea in Dreamland"              | 3:44 |
| 11. | "Fungiferous Flora"                    | 3:35 |
| 12. | "Tweedle-Dee and Tweedle-Dum"          | 3:46 |
| 13. | "The Centipede"                        | 3:31 |
| 14. | "Pandemonium"                          | 3:55 |
| 15. | "Flying on the Wings of Steam"         | 4:35 |
| 16. | "Late to the Jabberwocky"              | 3:17 |
| 17. | "Battle with the Red Queen"            | 4:11 |
| 18. | "A Happy Ending"                       | 3:44 |
| 19. | "Pool of Tears"                        | 4:08 |
| 20. | "Flying on the Wings of Steam (Remix)" | 4:03 |

## Relaterede medier

### Filmatisering
I december 2000 skrev Wes Craven sig op til at lave filmatiseringen af spillet, med manuskriptforfatter John August hyret til at få spillet op på det store læred. American McGee havde begyndt forhandlinger med Dimension Films ti måneder tidligere, hvor studiet gik med til projektet før Cravens skrev under. I september 2001 forklarede August at han havde afleveret en kladde for Alice og ikke deltog i yderligere udvikling af filmatiseringen. I februar 2002 hyrede Dimension Films brødrene Jon og Erich Hoeber som manuskriptforfattere for Alice. I juli 2003 annoncerede brødrene at de havde færdiggjort filmatiseringens manuskript.
I 2004 blev projektet flyttet fra Dimension Films til 20th Century Fox, men i 2005 overtog Universal Pictures rettighederne. Siden juni 2008 har produceren Scott Faye indikeret at Universal forsøger at finde en anden til at overtage projektet. Han indrømmede at manuskriptet havde brug for bearbejdning, men ville blive brudt til at skaffe opmærksomhed hos et nyt studie.
Tim Burtons Alice i Eventyrland er baseret på lignende præmisser, hvor en ældre Alice vender tilbage til Eventyrland for at befri det fra Hjerter Dame og dræbe Jabberwock.
Sarah Michelle Gellar var tidligere ment til at skulle spille rollen som Alice, men har siden forladt projektet.

### Efterfølger
Electronic Arts havde givet udtryk for interesse i at udgive en genudgivelse af spillet, men det var dog i starten svært at sige om der var tale om en genudgivelse, en opdatering eller en efterfølger.
Den 19. februar 2009 annoncerede EA CEO John Riccitiello ved D.I.C.E. 2009, at et nyt spil i serien er under udvikling til Xbox 360, PlayStation 3 og computer. Det bliver udviklet af Spicy Horse, der tidligere har arbejdet med American McGee's Grimm. To koncepttegninger blev også udgivet. Den ene viser Alice og store allierede fugle, der kæmper mod en kæmpe stor halv mekanisk snegl og dens unger, på toppen af et fyrtorn. Den anden tegning viser Alice der svømmer i en dam med Cheshire Cats ansigt i baggrunden.
Selvom ingen officiel udgivelsesdato er blevet annonceret, står spillet som planlagt udgivet i starten af 2011.
I november 2009 blev en fan-produceret video, baseret på Alice 2, forvekslet som værende en tidlig trailer for spillet. I videoen er Alice i terapi at have fået et tilbagefald ni måneder efter det første spils historie, og hallucinere et billede af Cheshire Cat, hvor hendes læge skulle være.